# 50口径四十一式15cm砲
|                        |                                                     |
| 五十口径四一式十五糎砲 |                                                     |
| 使用勢力               | 大日本帝国海軍                                      |
| 採用年                 |                                                     |
| 口径                   | 152mm                                               |
| 砲身長                 | 7,600mm(50口径)                                     |
| 初速                   | 850m/秒                                             |
| 最大射程               | 18,000m（単装砲塔） 21,000m（連装砲塔）             |
| 最大射高               |                                                     |
| 発射速度               | 3.45発/分（単装砲塔） 6発/分（連装砲塔）            |
| 俯仰角                 | －5度～＋30度（単装砲塔） －5度～＋55度（連装砲塔） |
| 俯仰速度               | 10度／秒                                            |
| 旋回角                 |                                                     |
| 旋回速度               | 4度／秒（単装砲塔） 6度／秒（連装砲塔）             |
| 動力                   | 電動油圧式                                          |
| 重量                   | 38トン（単装砲塔） 72トン（連装砲塔）               |
| 要員                   | 9名（単装砲塔） 不明（連装砲塔）                    |
| 弾丸重量               | 45.4kg                                              |
| 装薬重量               | 12.3kg                                              |
| 製造数                 |                                                     |
| 備考                   |                                                     |

五十口径四一式十五糎砲（50こうけいよんいちしき15せんちほう、50口径四一式15cm砲）は、日本海軍の開発した艦載砲。

金剛型戦艦や扶桑型戦艦の副砲、阿賀野型巡洋艦の主砲として使われた。

## 概要
戦艦金剛に搭載された、英ヴィッカース社製の、「五十口径毘式十五糎砲」を母体に作られた艦載砲。
砲弾の装填方式は人力で、砲弾重量が45.4kgもあり、欧米人より体格の劣る日本人では連続発射に耐えることが難しいとして、伊勢型戦艦より50口径三年式14cm砲が採用された(14cm砲の弾丸重量は38kg）。竣工当初は最大仰角が15度程度であったが、射程延長の為、各艦改装時に30度まで引き上げられた。
しかし阿賀野型が計画された際、各国の軽巡に対抗するため、15cm砲を搭載することになり、この砲を連装化することになった。最大仰角も30度から55度に上がり、一応は対空射撃ができるようになったが、重量軽減のため装填方式は人力のままで、毎分6発程度とされる発射速度も、射撃のたびに砲を装填角度に戻す必要性から更に低下し、有効な対空射撃は困難であった
。

## 搭載艦船
- 戦艦：金剛型戦艦・扶桑型戦艦
- 巡洋艦：阿賀野型巡洋艦